# Convolvulus canariensis
Convolvulus canariensis är en vindeväxtart som beskrevs av Carl von Linné. Convolvulus canariensis ingår i släktet vindor, och familjen vindeväxter. Inga underarter finns listade i Catalogue of Life.

## Bildgalleri

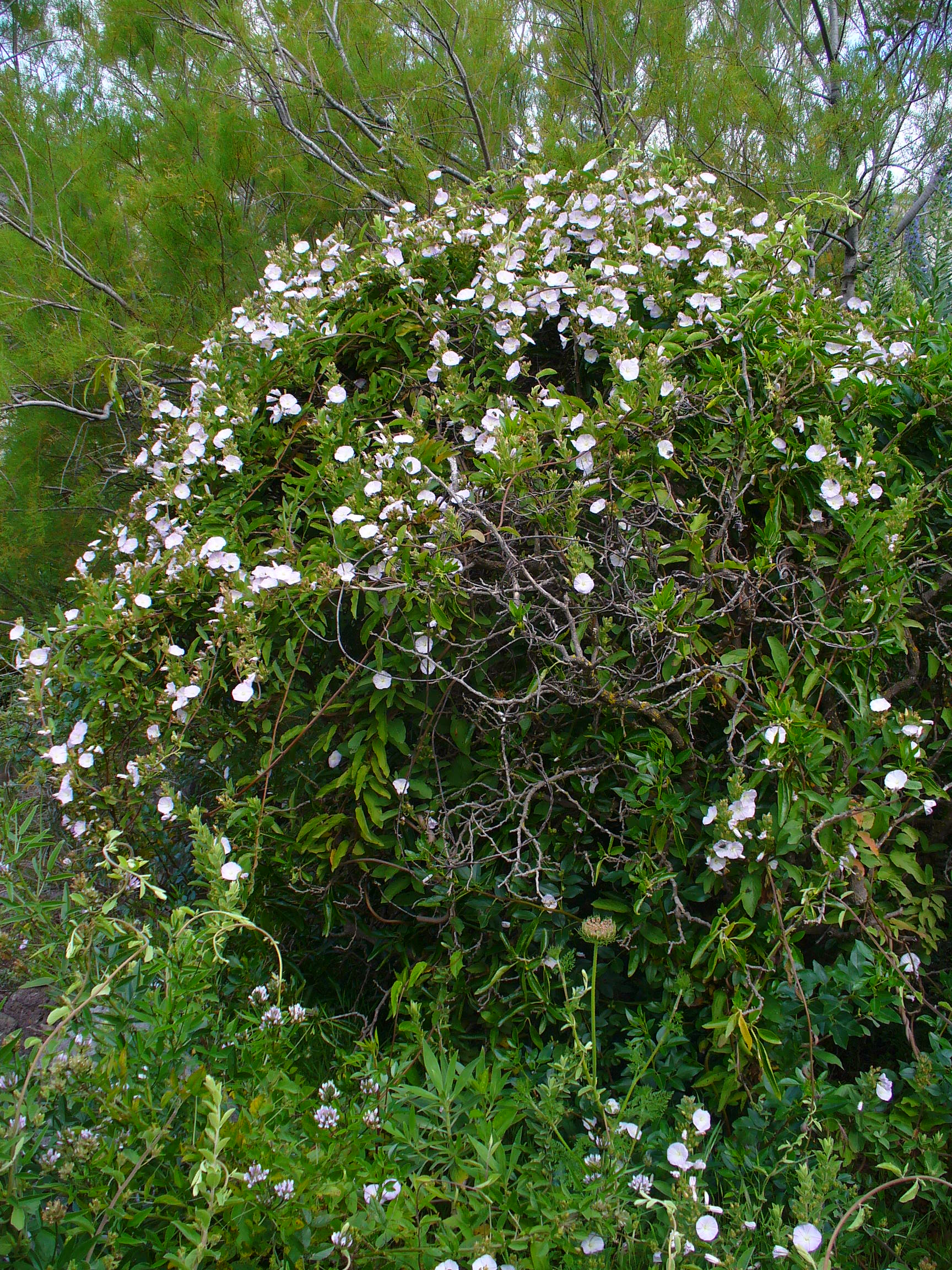
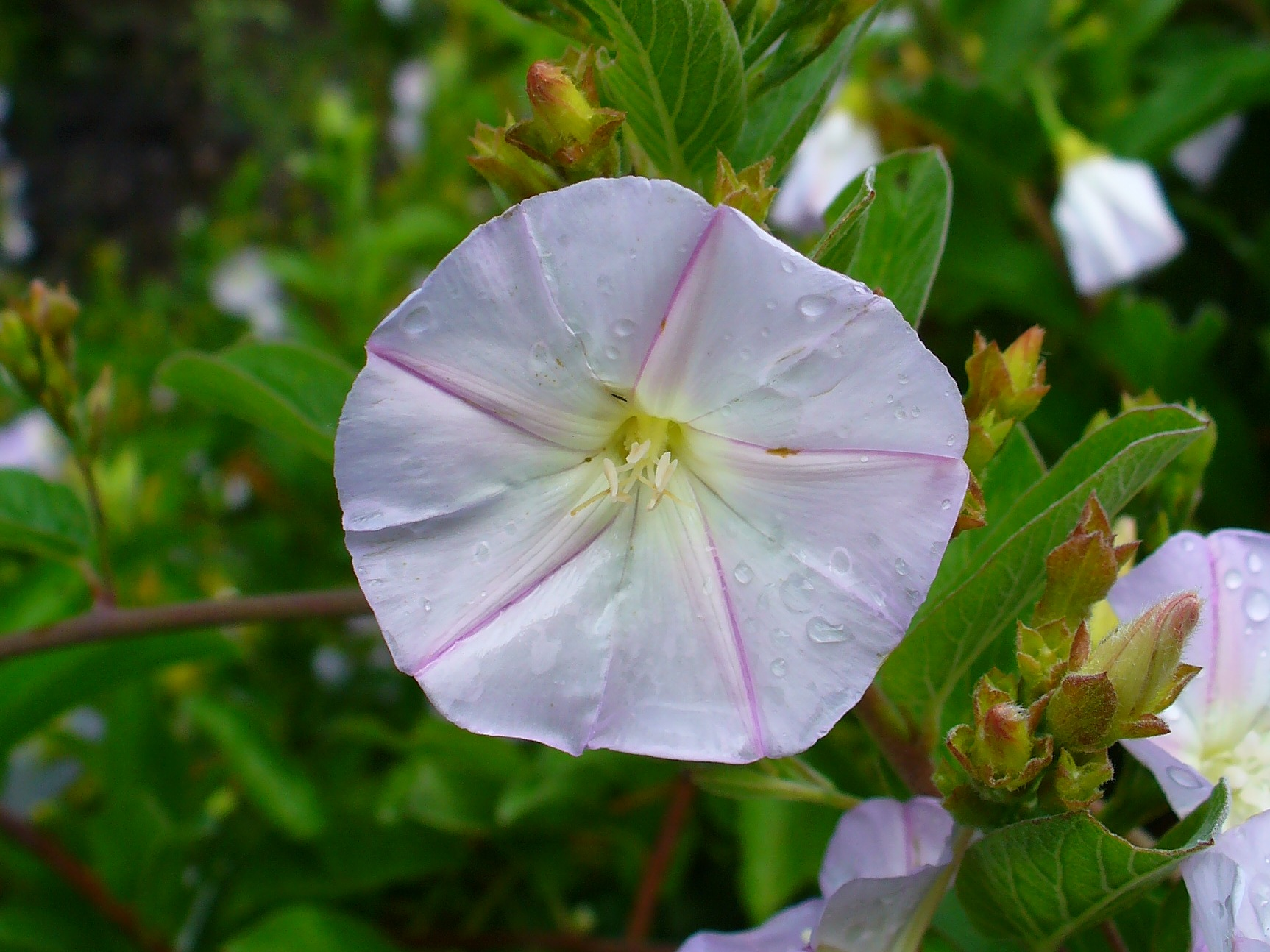
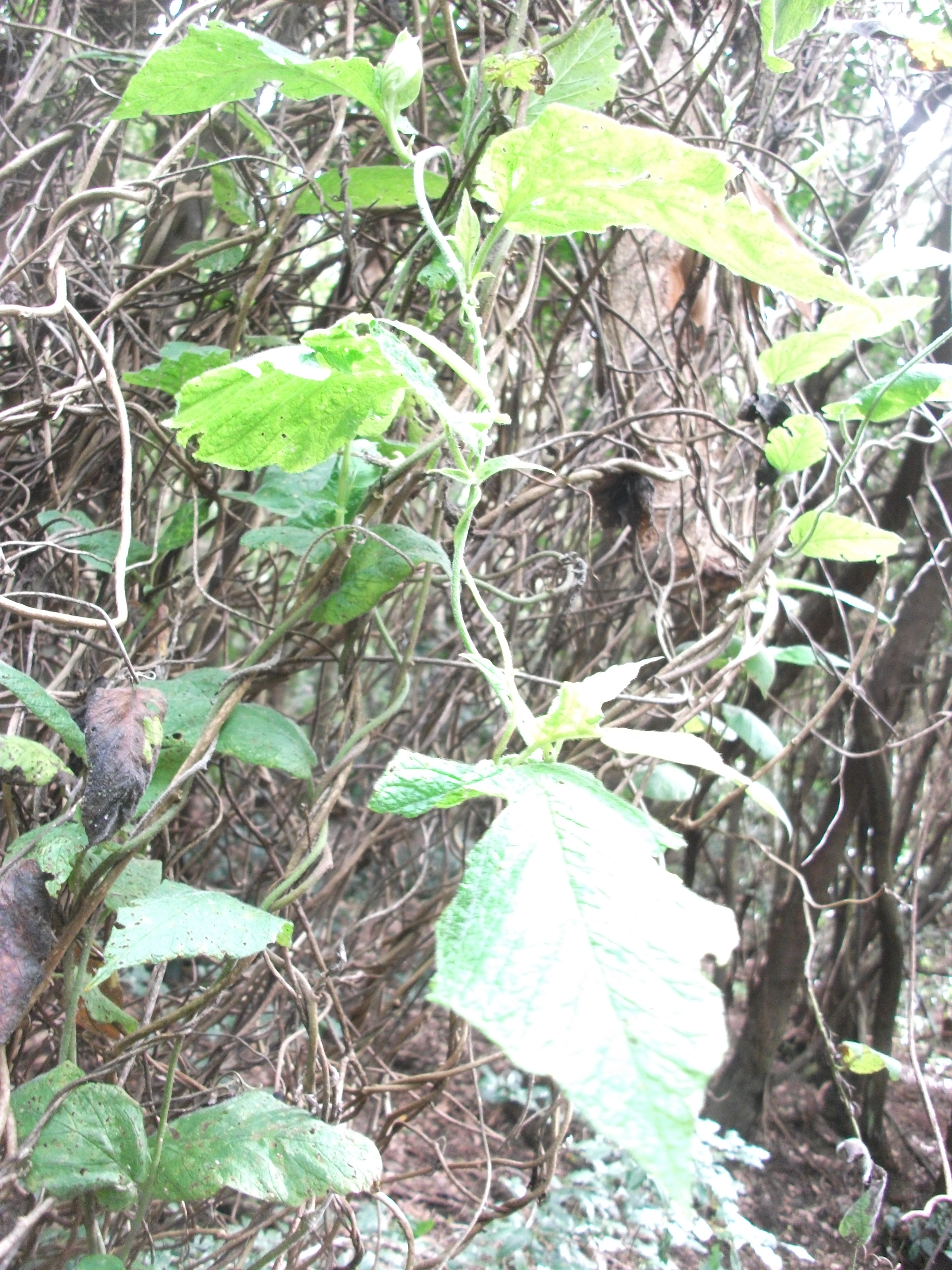